# Samuel Bottschild

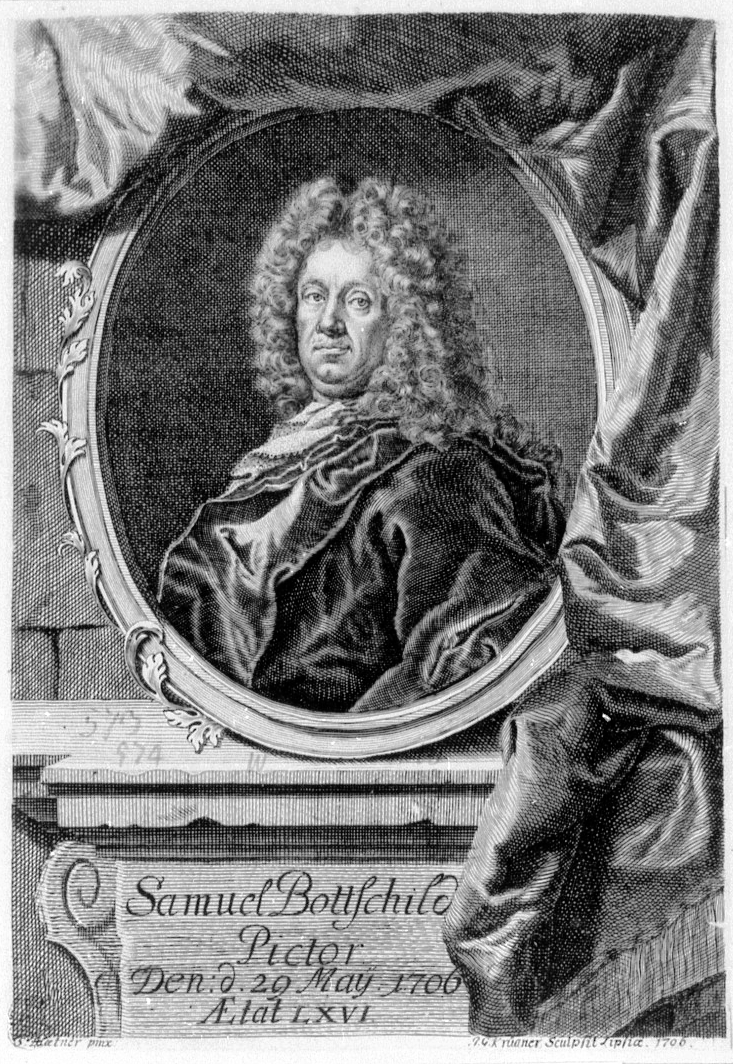
Samuel Bottschild, incisione su rame (1706) di Johann Gottfried Krügner basata su un modello di Hans Samuel von Blättner

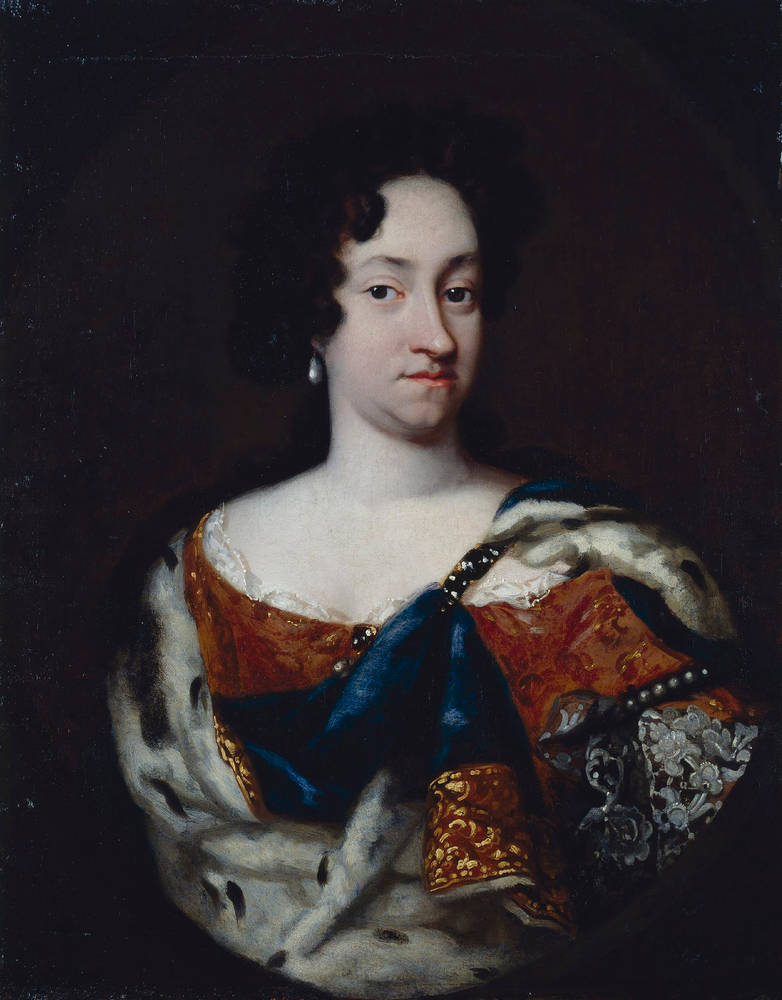
Ritratto dell'Elettrice Anna Sophie di Samuel Bottschild (tra il 1680 e il 1706)

Samuel Bottschild (Sangerhausen, 2 agosto 1641 – Dresda, 29 maggio 1707) è stato un pittore tedesco noto per i suoi dipinti su pareti e soffitti.

## Biografia
Proveniva da una famiglia di pittori. Suo padre, Andreas Bottschild il Vecchio, era un pittore di affreschi e anche suo fratello Johann Andreas, che aveva undici anni più di lui, era un pittore. Samuel ricevette le sue prime lezioni da entrambi. Dal 1660 fu attivo nella zona di Lipsia e poi si trasferì a Dresda.
Nel 1673 fece un viaggio in Italia con il suo allievo e parente Heinrich Christoph Fehling, che lo portò a Venezia e a Roma. Al suo ritorno entrò al servizio della corte sassone. Nel 1677 divenne pittore di Oberhof e nel 1699 ispettore della collezione di dipinti della Kunstkammer di Dresda.

## Opere
Mentre Bottschild inizialmente si dedicava alla pittura e principalmente ai ritratti, dopo il suo viaggio in Italia si dedicò alla pittura dei soffitti. Nel 1693 l'incisore di corte, Moritz Bodenehr, pubblicò una raccolta di incisioni tratte dai dipinti di Bottschild. Si intitola Opera varia historica, poetica et iconologica.

### Opere (selezione)
- Dipinti su pareti e soffitti nella sala da ballo del Palazzo nel Grande Giardino insieme a Heinrich Christoph Fehling (distrutto durante la seconda guerra mondiale)
- Circoncisione di Cristo nella cattedrale di Freiberg, 1673
- Dipinti del pulpito nella Matthäikirche di Lipsia, 1699 (distrutto durante la seconda guerra mondiale)
- Pala d'altare nella chiesa parrocchiale di Sant'Egidio a Brücken (Helme), 1703 (dipinto più volte)

Kupferstiche von Bottschild nach eigenen Gemälden
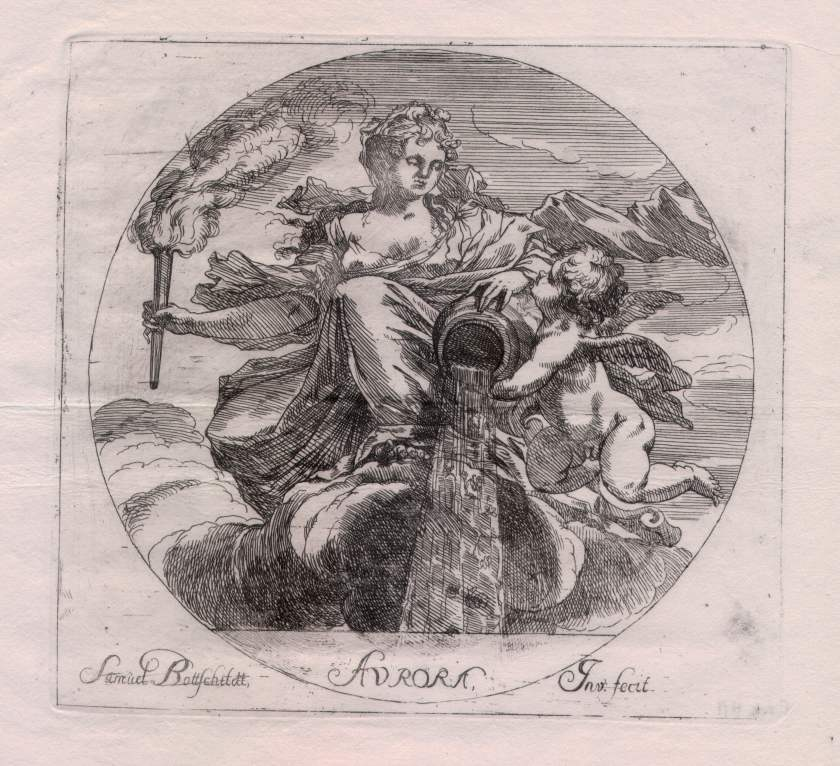
Aurora (mattina)
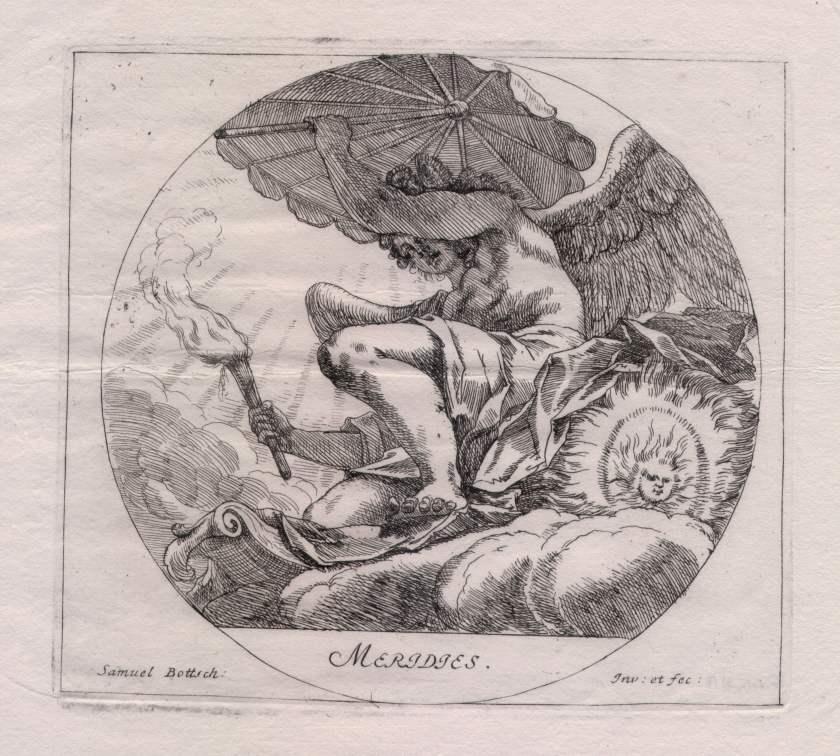
Meriggio (mezzogiorno)
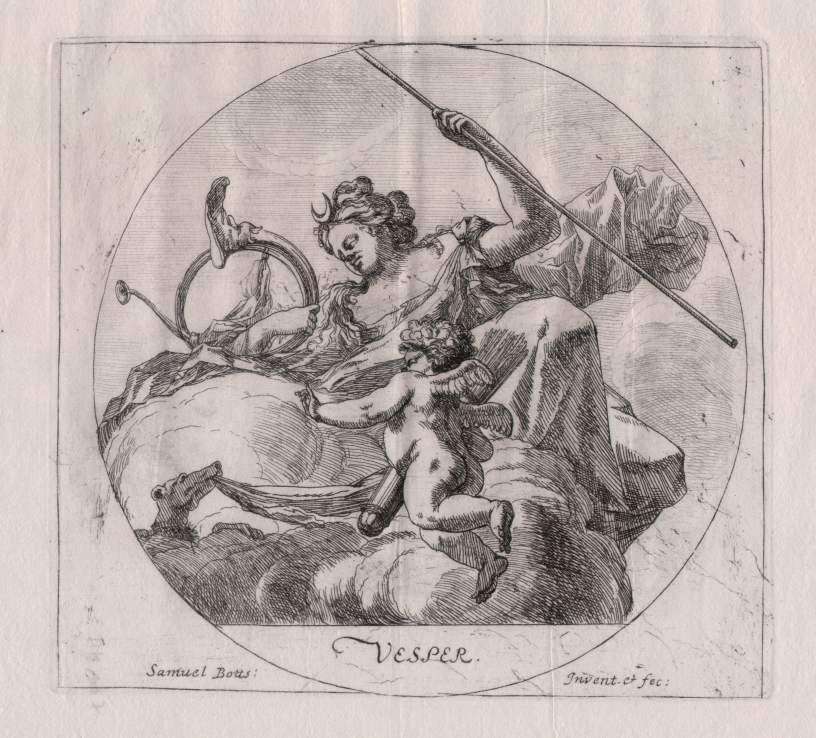
Vespri (sera)
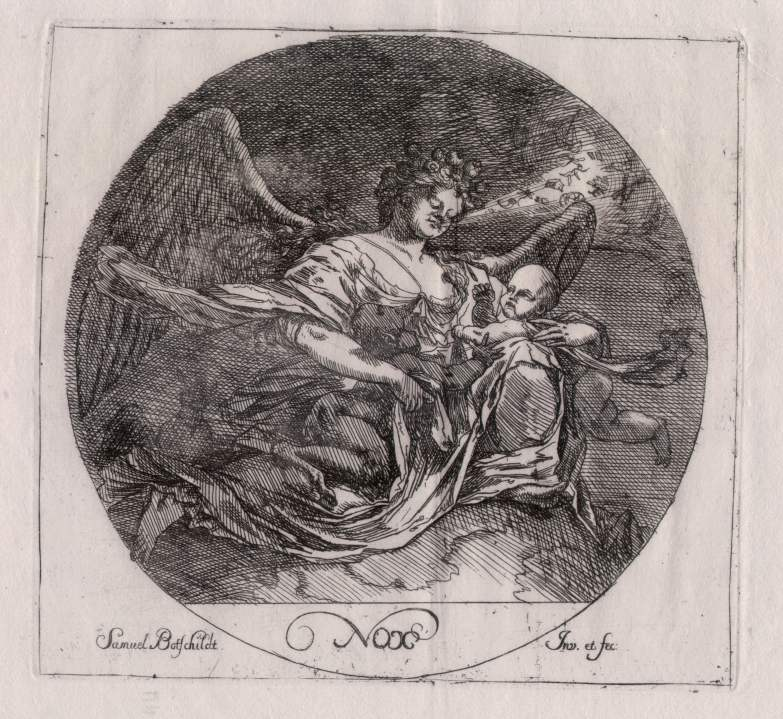
Nox (notte)